# Беджети, Сади
Сади Беджети (макед. Сади Беџети; род. 1957) — государственный и политический деятель Республики Македония. Член Демократической партии албанцев, с 2009 по 2013 год являлся мэром Тетова.

## Биография
Родился 1 ноября 1957 года в поселке Лисец. С 1964 по 1972 год получал начальное образование пригороде Тетова. С 1972 по 1976 год обучался в средней школе Тетова, а в 1981 году окончил медицинский факультет в Приштинском университете. В 1987 году окончил докторантуру на медицинском факультете в Загребском университете. В 2000 году стал профессором медицины и принял участие в создании Государственного университета Тетова, где занимал должность декана медицинского факультета.
В 2007 году стал ректором Государственного университета Тетова, а в 2009 году занял должность председателя межуниверситетской конференции Республики Македония. На местных выборах 2009 года Сади Беджети в качестве кандидата от Демократической партии албанцев вышел во второй тур выборов мэра города Тетова и одержал победу. В 2013 году, после окончания полномочий мэра города, вернулся на работу в Государственный университет Тетова преподавателем на фармацевтическом факультете.